# 希爾伯特第十六問題
希爾伯特第十六問題，是希爾伯特的23個問題之一。它分成兩個部份：
- 實代數曲線與曲面的拓撲結構

哈纳克在1876年證明了一個平面上{\displaystyle n}次實代數曲線最多有{\displaystyle {\frac {n^{2}-3n+4}{2}}}個分支。希爾伯特提議研究這些分支之間的拓撲性質，並將哈纳克的估計推廣到空間裡的實代數曲面。
- 極限環的拓撲結構

給定二元{\displaystyle n}次實多項式{\displaystyle P(x,y),Q(x,y)}，考慮下述平面上的動力系統
{\displaystyle \left\{{\begin{array}{ll}{\dfrac {\mathrm {d} x}{\mathrm {d} t}}&=P(x,y)\\{\dfrac {\mathrm {d} y}{\mathrm {d} t}}&=Q(x,y)\end{array}}\right.}
希爾伯特提議研究其極限環的最大數目及其拓撲。
总而言之，此問題意在研究由實多項式定義出的拓撲結構。在第一部份，我們考慮實多項式的零點；在第二部份，我們考慮實多項式定義的向量場及其積分曲線。

## 進展
希尔伯特第十六问题在1950年代末由苏联科学院院士伊万·彼得罗夫斯基与葉夫根尼·蘭迪斯解决。但随后他们的证明被证明存在漏洞。1980年，中国科学技术大学研究生史松龄，南京大学陈兰荪、王明淑分别独立举出反例，彻底推翻了二人的证明。因此第十六问题至今仍未解决。

## 文獻
- Yu. Il'yashenko, Finiteness theorems for limit cycles , Amer. Math. Soc.（1991）
- Yu. Ilyashenko, S. Yakovenko（ed.）, Concerning the Hilbert 16th problem（1995）, Amer. Math. Soc.
- Shi Songling, A concrete example of the existence of four limit cycles for plane quadratic systems, Sci. Sinica, 23 (1980), 153-158.
- Lan Sun Chen, Ming Shu Wang, The relative position, and the number, of limit cycles of a quadratic differential system, Acta Math. Sinica, 22 (1979), 751–758.

## 外部連結
- M. Hazewinkel, , Hazewinkel, Michiel  (编), , Springer, 2001, ISBN 978-1-55608-010-4